# یولیوس ماوس
یولیوس ماوس (انگلیسی: Julius Maus; ۱۰ دسامبر ۱۹۰۶ – ۸ سپتامبر ۱۹۳۴) دوچرخه‌سوار اهل آلمان بود. وی در بازی‌های المپیک تابستانی ۱۹۳۲ شرکت کرده است.